# Спитакшен (в составе Чайлаггалы)
Спитакшен (азерб. Spitaqşen — также Спитагшен, арм. Սպիտակշեն) — бывшее село на территории Ходжавендского района Азербайджана. Территория бывшего села в настоящее время вероятно входит в состав административно-территориального округа села Чайлаггала Ходжавендского района. В настоящее время в административно-территориальном делении Азербайджанской Республики название этого населённого пункта отсутствует в составе Ходжавендского района.

## Этимология
Название села Спитакашен переводится с армянского «белое село», название могло записываться в документах как Спитакашен, Спитакшен, Сиптакшен.

## История
До вхождения в состав Российской империи территория села находилась в Дизакском магале Карабахского ханства.
В книге «А-До, Армяно-тюркские столкновения на Кавказе» написано о селе Спитакашен:
— «Один из отсёлков Хцаберда, возник в конце 19-нач. 20 века. В 1905 году А-До указывает 39 дымов в селе. Во время столкновений 1905 года жители обосновались в Хцаберде, село было разорено».
Село пострадало во время армяно-азербайджанской войны 1918—1920 гг. По словам армянского историка Ричарда Ованнисяна, в конце ноября 1918 года местные азербайджанцы разрушили Спитакашен и два других армянских села, Петросашен и Харар, три оставшихся армянских села между Нагорным Карабахом и Зангезуром, разделяющие, таким образом, два горных региона.
В советский период село входило в состав Гадрутского района Нагорно-Карабахской автономной области (НКАО) Азербайджанской ССР. Согласно административному делению Азербайджанской ССР на 1933 год, в составе Арпагедукского Сельсовета отмечается село указанное на русском языке как Спитакшен, на азербайджанском языке как Spitaqşen (Спитагшен). В административно-территориальном делении Азербайджанской ССР на 1961 год это село уже не упоминается, а село Арпагядик уже к тому времени входит в состав Хцабертского (ныне Чайлаггала) Сельсовета.
15 мая 1991 года во время операции «Кольцо» в районе сёл Спитакшен и Арпагядик (тогда Гадрутский район, ныне Ходжавендский район) с вертолета Ми-8 войск СССР из Джебраила два рейса с интервалом 20 минут, был высажен десант азербайджанского ОМОНа для «проверки паспортного режима».
2 сентября 1991 года на совместной сессии Нагорно-Карабахского областного и Шаумяновского районного Советов народных депутатов была принята Декларация о провозглашении Нагорно-Карабахской Республики в границах Нагорно-Карабахской автономной области (НКАО) и сопредельного Шаумяновского района Азербайджанской ССР.
26 ноября 1991 года Верховный Совет Азербайджанский Республики принял Закон «Об упразднении Нагорно-Карабахской автономной области Азербайджанской Республики». В этом Законе было постановлено помимо упразднения Нагорно-Карабахской Автономной Области (НКАО), в том числе также и переименование Мартунинского района в Ходжаведский, упразднение Гадрутского района и присоединение территории Гадрутского района в состав Ходжавендского района. Решением Милли Меджлиса Азербайджанской Республики № 428 от 29 декабря 1992 года село Хтсаберт (или Хцаберт) было переименовано в Чайлаггала. В настоящее время административно-территориальный округ села Чайлаггала находится в составе Ходжавендского района Азербайджана, но село Спитакшен в списке населённого пунктов Чайлаггалинского сельского административно-территориального округа по-прежнему не упоминается.
В результате Карабахского конфликта эта территория в начале 1990-х годов попала под контроль непризнанной Нагорно-Карабахской Республики (НКР). Согласно административно-территориальному делению непризнанной республики, территория села находилась в составе Гадрутского района непризнанной НКР и называлась Спитакашен (арм. Սպիտակաշեն). Согласно административно-территориальному делению непризнанной НКР, на территории непризнанной республики также было другое село с названием Спитакашен в Мартунинском районе НКР — это село является селом Агкенд Ходжавендского района Азербайджана.
В результате Второй Карабахской войны произошедшей осенью 2020-го года, Азербайджан восстановил контроль над этой территорией.

## Памятники истории и культуры
Объекты исторического наследия на территории села и в окрестностях включают церковь Тезхараб, остатки старого поселения 14-16 вв. и кладбище 14-16 вв.

## Население
В 2005 г. в селе проживало 22 жителя — все армяне, в 2015 г. — 11 жителей, 3 хозяйства.
| Год       | 2005 | 2008 | 2009 | 2010 | 2015 |
| --------- | ---- | ---- | ---- | ---- | ---- |
| Население | 22   | 16   | 14   | 11   | 11   |